# O Monstro da Lagoa Negra
Creature from the Black Lagoon (bra/prt: O Monstro da Lagoa Negra) é um filme estadunidense de 1954, do gênero terror e ficção científica, dirigido por Jack Arnold. É considerado um clássico da década de 1950, que gerou duas sequências: Revenge of the Creature de 1955 e The Creature Walks Among Us (1956).
Foi filmado em 3D, para ser visto com óculos especiais.

## Sinopse
Uma expedição geológica ao Amazonas, no Brasil descobre evidências fossilizadas de ligações entre animais da terra e animais aquáticos, na forma de um esqueleto com dedos com membranas. O professor Carl Maia e seu amigo David Reed, um ictiologista que trabalha em um Instituto de Biologia Marinha, conseguem dinheiro para uma nova expedição em busca de mais evidências do estranho animal. Eles vão a bordo de um barco a vapor chamado Rita, capitaneado por Lucas. Além de David, Maia e Williams, a expedição é composta ainda de Kay Lawrence, namorada de Reed, e outro cientista chamado Dr. Thompson. Quando chegam ao sítio arqueológico, eles descobrem que os homens que ali estavam foram assassinados. Resolvem buscar rastros da criatura em um lugar chamado Lagoa Negra. Mais tarde, quando Kay nada na lagoa, ela é atacada por uma misteriosa criatura anfíbia, que logo percebem tratar-se do animal que procuram.

## Elenco
- Richard Carlson como Dr. David Reed
- Julie Adams como Kay Lawrence
- Richard Denning comoMark Williams
- Antonio Moreno como Dr. Carl Maia
- Nestor Paiva como Lucas
- Whit Bissell como Dr. Edwin Thompson
- Ben Chapman e Ricou Browning como O Monstro[3][4]